# Flèche wallonne 1955
La Flèche wallonne 1955, 19e édition de la course, a lieu le 30 avril 1955 sur un parcours de 220 km. La victoire revient au Belge Stan Ockers, qui a terminé la course en solitaire en 6 h 12 min 20 s, devant son compatriote Alphonse Vandenbrande et le Français Stanislas Bober.
Sur la ligne d’arrivée à Liège, 59 des 119 coureurs au départ à Charleroi ont terminé la course.

## Classement final
| #  | Coureur               | Équipe              |    | Temps           |
| -- | --------------------- | ------------------- | -- | --------------- |
| 1  | Stan Ockers           | Elvé-Peugeot        | en | 6 h 12 min 20 s |
| 2  | Alphonse Vandenbrande | Girardengo          | +  | 2 min 46 s      |
| 3  | Stanislas Bober       | Alcyon-Dunlop       |    | 2 min 46 s      |
| 4  | Brian Robinson        | Hercules            |    | 2 min 46 s      |
| 5  | Jan Adriaensens       | Libertas-Girardengo |    | 2 min 46 s      |
| 6  | Pierre Molinéris      | Alcyon-Dunlop       |    | 2 min 55 s      |
| 7  | Jean Brankart         | Girardengo          |    | 5 min 35 s      |
| 8  | Eugenio Bertoglio     | -                   |    | 6 min 01 s      |
| 9  | Germain Derycke       | Alcyon-Dunlop       |    | 6 min 04 s      |
| 10 | Rik Van Steenbergen   | Elvé-Peugeot        |    | 6 min 04 s      |